# Culcita coniifolia
Culcita coniifolia es una especie de helecho epífito o terrestre de rizoma rastrero perteneciente a la familia Culcitaceae, presente en Centroamérica, el sur de México, el Caribe y gran parte de Sudamérica.

## Descripción

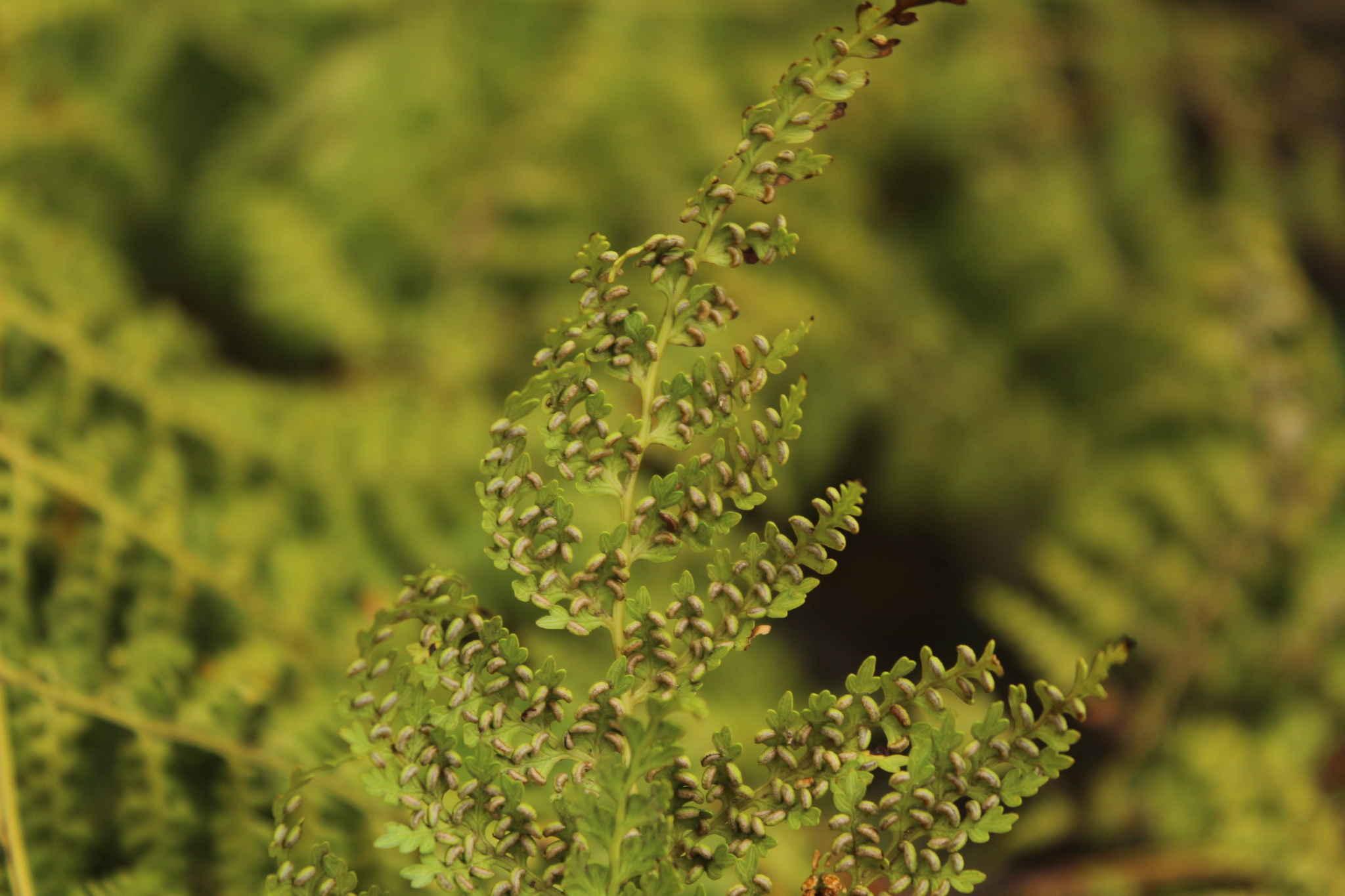
Soros visibles en el envés de un fronde.

Este helecho presenta un tronco postrado y rastrero que puede llegar a medir 50 cm de largo y unos 6 cm de diámetro. Sus frondes son tetra o pentapinnados y pueden alcanzar los 3 m de longitud, con el raquis de color claro y sin espinas ni escamas. Los pecíolos son de color marrón claro a marrón oscuro. El tronco y los pecíolos están cubiertos por pelos de color naranja a marrón claro. Los soros son marginales, apareciendo uno por cada lóbulo de la pínnula y cada uno está protegido por sendos indusios internos.
Su número cromosómico es n = 66.

## Distribución y hábitat
Está presente en las islas caribeñas de la Española, Cuba y Jamaica, encontrándose únicamente en las montañas de John Crow en esta última; el sur de México, Guatemala, El Salvador, Costa Rica y Panamá en Centroamérica; y en Venezuela, Guyana, la Guayana Francesa, Ecuador, Perú, Bolivia, Argentina y el sureste de Brasil en Sudamérica. Su presencia en Brasil se encuentra desconectada del resto de su distribución, en el macizo de Itatiaia.
Puede encontrarse en bosques nubosos y lluviosos premontanos y montanos, en lugares abiertos, en laderas empinadas, en barrancos protegidos y en piedra caliza. Con menor frecuencia se encuentra en pinares húmedos, o en zonas altas en páramos y turberas de Sphagnum. Se da a altitudes entre los 1500 y los 3500 m,con un rango habitual entre los 2000 y los 3000 m.